# Tinodes cinereus
Tinodes cinereus là một loài Trichoptera trong họ Psychomyiidae. Chúng phân bố ở miền Cổ bắc.